# نهائي كأس فرنسا 1929
نهائي كأس فرنسا 1929 هي المباراة النهائية من منافسة كأس فرنسا 1928–29 ‏، أقيمت المباراة في 5 مايو 1929، في ملعب أولمبيك دي كولومب، بين فريقي نادي مونبلييه، ونادي سيت، وفاز فيها نادي مونبلييه، بعد أن هزم نادي سيت، بنتيجة 2 - 0، وكان حكم المباراة Edmond Gérardin ‏، وحضر المباراة 25000 شخصاً.

## تفاصيل المباراة
لعبت المباراة النهائية في 5 مايو 1929.
| نادي مونبلييه                           | 2 -0 | نادي سيت |
| --------------------------------------- | ---- | -------- |
| Auguste Kramer ‏ 40 ' · ادمون كرامر 89 ' |      |          |